# Marble
Marble — застосунок, що являє собою віртуальний глобус, який демонструє карти поверхонь Землі, Місяця, Марса, Венери та інших планет і супутників. Вільний програмний засіб, поширюється під ліцензією GNU LGPL. Розроблена спільнотою KDE для використання на персональних комп'ютерах і мобільних пристроях з операційними системами, сумісними з Qt4. Основні компоненти Marble можуть бути інтегровані в інші програми.
Для початкового запуску Marble не потрібне апаратне прискорення, проте за наявності такої можливості може бути задіяна функціональність OpenGL. Розробники прагнуть, щоб застосунок стартував щонайшвидше і постачався з мінімальним, але корисним набором даних (5—10 МБ). Недавно[коли?] додано підтримку проєктів мережевого картографування, таких як OpenStreetMap. Ця можливість добре інтегрується зі вбудованою інтерпретацією файлів KML. Програма отримала декілька позитивних відгуків у комп'ютерній пресі.

## Geothek
Geothek - це форк Marble, у якому додано модуль статистики, піксельні карти та тривимірний перегляд. Австрійський видавець Ed. Hölzel розробив та використовує його, як шкільний атлас.